# Leucoloma brevioperculatum
Leucoloma brevioperculatum är en bladmossart som beskrevs av Hugh Neville Dixon 1942. Leucoloma brevioperculatum ingår i släktet Leucoloma och familjen Dicranaceae. Inga underarter finns listade i Catalogue of Life.